# Johannes Huber (Rallyefahrer)
Johannes Huber (* 26. Oktober 1964 in Wien) ist ein österreichischer Automobilrennfahrer und Unternehmer. In dritter Generation ist er Geschäftsführer von Gustav Petri & Co, einem Unternehmen, das sich auf die Weiterbearbeitung von Metallen spezialisiert hat.

## Karriere
Er kann auf eine erfolgreiche Laufbahn als Rallye-, Langstrecken- und Rundstreckenfahrer zurückblicken. Im Herbst 2016 ist er zum dritten Mal als Staatsmeister der österreichischen Historischen Rallye Staatsmeisterschaft gekürt worden. Seit 2005 leitet er den Wiener Rennstall Ecurie Vienne, der 1959 von Rolf Markl, Curd Barry und Gunther Placheta gegründet wurde.
Unter selbigem Namen betreibt Johannes Huber eine Automobilwerkstätte, die sich mit der Restauration, Reparatur und Betreuung von Old- und Youngtimern – vor allem bei Porsche – beschäftigt.

## Rennerfahrung und Erfolge
- Erste Motorsporterfahrung bei Rallyecross-Staatsmeisterschaft 1986/87 (Ford Escort/Peugeot 205)
- Porsche Clubsportrennen von 1988 – 1992 (Porsche 911 3,2 Carrera)
- Historische ÖM 1993 (Porsche 911 2,5 ST)
- Porsche Carrera Cup 1994 (Carrera Cup 911)
- BPR Global GT Series 1995 und 1996 (Porsche Carrera 911 RSR 3,8, 911 GT 2 Biturbo)
- 24-Stunden-Rennen von Daytona 1995 11. Platz (Porsche Carrera 911 RSR 3,8)
- Österr. T-Mobile Rallye Staatsmeisterschaft (2001-2005) Vorausauto Porsche 911 3,2
- Castrol Historic Rallye Staatsmeisterschaft 2006/2007
- Staatsmeister 2007 der Castrol Historic Rallye Staatsmeisterschaft
- mehrfache Teilnahme in der Historischen Rallye EM (2003 -2007) (Targa Florio, Elba, San Remo..)
- 2008 Einsätze bei diversen nationalen und internationalen Rallyes, Gesamtsieg Rallye Wien-Triest
- 2009 FIA European Historic Rallye Championship (San Remo, Alpi Orientali, Costa Brava), Leiben, Mühlviertel
- 2010 FIA EHRC (San Remo, Vlatava, Alpi Orientali) LeMansClassic Porsche 908, VLN Nürburgring
- 2011 VLN Serie Nürburgring 24-Std. Rennen 3. Platz
- 2012 div. Rallies; LeMansClassic auf Porsche 908 (ex. Steve McQueen - August Deutsch)
- Staatsmeister 2013 der österreichischen Historischen Rallye Staatsmeisterschaft
- 2014 LeMansClassic auf 300 SL Flügeltüre (HK Engineering)
- 2014 Ventilspiel Porsche 956 (Ottocar Jacobs)
- 2014 LeMansClassic auf 300 SL Flügeltüre (HK Engineering), Ventilspiel Porsche 956
- 2015 Histo Cup, Ventilspiel KMW Porsche
- Zum 3. Mal Staatsmeister Historische Rallyestaatsmeisterschaft 2016
- Erste Tests Gruppe C (Argo Buick)

(Quelle:)